# Río Juria-Su
El Juria-Su (en ruso: Хуря-су) es un río del Gran Cáucaso en el distrito de Zelenchuk de la república de Karacháyevo-Cherkesia del sur de Rusia. Es un afluente del río Aksaút, uno de los componentes del Mali Zelenchuk, que desemboca en el río Kubán.

## Curso
Nace en las vertientes septentrionales del monte Mistrilbashi, el curso del río baja la ladera por 3 km hasta la orilla derecha del Aksaút en su curso medio.